# Oost-Thürings voetbalkampioenschap 1912/13
In 1912/13 werd het vierde voetbalkampioenschap van Oost-Thüringen gespeeld, dat georganiseerd werd door de Midden-Duitse voetbalbond. 
FC Carl Zeiss Jena werd kampioen en plaatste zich voor de Midden-Duitse eindronde. De club versloeg SV 1901 Gotha met 3-0 en werd dan met dezelfde cijfers verslagen door Hallescher FC 1896. 

## 1. Klasse
| Plaats | Club               | Wed. | W  | G | V | Saldo | Ptn.  |
| ------ | ------------------ | ---- | -- | - | - | ----- | ----- |
| 1.     | FC Carl Zeiss Jena | 10   | 10 | 0 | 0 | 54:12 | 20:00 |
| 2.     | BC Vimaria Weimar  | 10   | 2  | 6 | 2 | 24:25 | 10:10 |
| 3.     | SC Jena 1908       | 9    | 3  | 2 | 4 | 25:19 | 08:10 |
| 4.     | SC 1904 Gera       | 9    | 3  | 1 | 5 | 16:28 | 07:11 |
| 5.     | SC 1903 Weimar     | 8    | 2  | 1 | 5 | 15:33 | 05:11 |
| 6.     | VfB 1911 Jena      | 8    | 1  | 2 | 5 | 10:27 | 04:12 |

|  | Kampioen, geplaatst voor Midden-Duitse eindronde |